# Santo Domingo Suchitepequez
Santo Domingo Suchitepequez é uma cidade da Guatemala do departamento de Suchitepéquez.